# Myrmecaelurus afghanus
Myrmecaelurus afghanus är en insektsart som beskrevs av Douglas E. Kimmins 1950. Myrmecaelurus afghanus ingår i släktet Myrmecaelurus och familjen myrlejonsländor. Inga underarter finns listade i Catalogue of Life.